# Fajsal ibn Turki
Fajsal ibn Turki (arab. السيد فيصل بن تركي; ur. 8 czerwca 1864 w Bombaju, zm. 15 października 1913 w Maskacie) – sułtan Maskatu i Omanu w latach 1888–1913. Jego następcą został syn, Tajmur ibn Fajsal.